# La Vengeance de Monte Cristo
Pour les articles homonymes, voir Le Comte de Monte-Cristo (homonymie).
Pour plus de détails, voir Fiche technique et Distribution.
La Vengeance de Monte Cristo ou Le Comte de Monte Cristo au Québec (The Count of Monte Cristo) est un film américano-britannico-irlandais réalisé par Kevin Reynolds, sorti en 2002. Il s'agit d'une adaptation du roman Le Comte de Monte-Cristo d'Alexandre Dumas

## Synopsis
En 1815, Edmond Dantès, jeune marin sur Le Pharaon, est injustement emprisonné au château d'If à Marseille pour ses liens présumés avec Napoléon. Là-bas, il devient l'élève de l'abbé Faria et découvre un trésor caché sur l'île de Montecristo. Après son évasion, il utilise cette fortune pour se venger de ses ennemis sous l'identité du comte de Monte Cristo.

## Fiche technique
Sauf indication contraire, les informations mentionnées dans cette section peuvent être confirmées par la base de données cinématographiques IMDb,  présente dans la section « Liens externes ».
- Titre original : The Count of Monte Cristo
- Titre français : La Vengeance de Monte Cristo
- Titre québécois : Le Comte de Monte Cristo
- Réalisation : Kevin Reynolds
- Scénario : Jay Wolpert (en), d'après le roman Le Comte de Monte-Cristo d'Alexandre Dumas
- Musique : Ed Shearmur [1]
- Photographie : Andrew Dunn
- Costumes : Tom Rand
- Décors : Mark Geraghty
- Montage : Stephen Semel (en) et Christopher Womack
- Production : Gary Barber, Roger Birnbaum et Jonathan Glickman (en)

Producteur délégué : Chris Brigham
Coproducteurs : Chris Chrisafis, Derek Evans, James Flynn, Morgan O'Sullivan, Rebekah Rudd et Andrew Somper
- Sociétés de production : Touchstone Pictures, Spyglass Entertainment, World 2000 Entertainment, Epsilon Motion Pictures et Count of Monte Cristo Ltd.
- Sociétés de distribution : Buena Vista Distribution (États-Unis), GBVI (France)
- Pays d'origine : États-Unis, Royaume-Uni, Irlande
- Langues originales : anglais, italien
- Format : couleurs - son Dolby numérique - 35 mm
- Genre : drame, action
- Durée : 131 minutes
- Budget : 35 000 000 $
- Dates de sortie :
  - États-Unis : 25 janvier 2002
  - Belgique : 10 avril 2002
  - France : 17 avril 2002

## Distribution
- Jim Caviezel (VF : Dominique Guillo - VQ : François Godin) : Edmond Dantès
- Guy Pearce (VF : Jean-Pierre Michaël - VQ : François Trudel) : Fernand Mondego
- Richard Harris (VF : Jacques Richard - VQ : Claude Préfontaine) : l'abbé Faria
- James Frain (VF : Féodor Atkine - VQ : Daniel Picard) : J. F. Villefort
- Dagmara Dominczyk (VF : Rafaèle Moutier - VQ : Nadia Paradis) : Mercedès Iguanada
- Michael Wincott (VF : Michel Vigné - VQ : Mario Desmarais) : Armand Dorleac
- Luis Guzmán (VF : Jean-Loup Horwitz) : Jacopo
- Christopher Adamson : Maurice
- J. B. Blanc : Luigi Vampa
- Guy Carleton : le propriétaire du manoir
- Alex Norton (VF : Patrick Messe - VQ : Thiéry Dubé) : Napoléon Bonaparte
- Albie Woodington (VQ : Jean-Marie Moncelet) : Danglars
- Barry Cassin (VQ : Hubert Fielden) : le père de Dantès
- Henry Cavill (VQ : Joël Legendre) : Albert Mondego
- Patrick Godfrey (VQ : Yves Massicotte) : Morrell
- Helen McCrory (VQ : Linda Roy) : Valentina Villefort
- Freddie Jones : le colonel Villefort
- Andrew Woodall : le capitaine des gendarmes

## Production
Disney adapte le roman Le Comte de Monte-Cristo d'Alexandre Dumas, initialement prévu comme un film familial, mais produit finalement par Touchstone Pictures, une filiale de Disney orientée vers des films plus adultes.
La production recherche de jeunes acteurs peu connus pour les rôles principaux. Guy Pearce se voit offrir le rôle d'Edmond Dantès mais joue Fernand Mondego. Jim Caviezel est finalement choisi pour incarner Edmond Dantès, après une proposition précédente à Arnold Schwarzenegger,.
Kevin Reynolds engage Tom Rand, connu pour ses costumes dans Les Duellistes (1978) de Ridley Scott, pour créer les costumes de La Vengeance de Monte Cristo. Rand relève le défi de concevoir une garde-robe inventive tout en préservant l'aspect historique, en particulier pour le personnage du Comte, dont les costumes servent de déguisements provenant de voyages lointains.
Jacques Richard assure son dernier doublage dans ce film, il mourra quatre mois après la sortie en France.

### Tournage
Le tournage a lieu en Irlande (Bray, Brittas Bay (en), Dublin et les studios Ardmore) et à Malte, au Malta Film Studios.

## Accueil
Le film reçoit des critiques partagées. Sur l'agrégateur américain Rotten Tomatoes, il récolte 73% d'opinions favorables pour 143 critiques et une note moyenne de 6,71⁄10. Sur Metacritic, il obtient une note moyenne de 61⁄100 pour 33 critiques.
En France, le film obtient une note moyenne de 2,8⁄5 sur le site AlloCiné, qui recense 11 titres de presse.
Le film connait un joli succès avec plus de 75 millions de dollars de recettes mondiales, pour un budget de 35 millions
| Pays ou région    | Box-office     | Date d'arrêt du box-office | Nombre de semaines |
| ----------------- | -------------- | -------------------------- | ------------------ |
| États-Unis Canada | 54 234 062 $   | 20 juin 2002               | 21                 |
| France            | 32 859 entrées | -                          | -                  |
| Total mondial     | 75 395 048 $   | -                          | -                  |